# Пиренка
Пиренка (рос. Пыренка) — присілок в Думіницькому районі Калузької області Російської Федерації.
Населення становить 138 осіб. Входить до складу муніципального утворення Присілок Високе.

## Історія
Від 2004 року входить до складу муніципального утворення Присілок Високе.

## Населення
| 2002 | 2010 |
| ---- | ---- |
| 140  | ↘138 |